# Maria Samoroukova
Maria Samoroukova, traslitterato Marija Anatol'evna Samorukova (in russo Мария Анатольевна Саморукова?, in greco Μαρία Σαμορούκοβα?; Samara, 19 dicembre 1971), è un'ex cestista russa naturalizzata greca.

## Carriera
Con la Grecia ha disputato i Giochi olimpici di Atene 2004 e tre edizioni dei Campionati europei (2001, 2003, 2005).